# Rickia wasmannii
Rickia wasmannii är en svampart som beskrevs av Cavara 1899. Rickia wasmannii ingår i släktet Rickia och familjen Laboulbeniaceae.   Inga underarter finns listade i Catalogue of Life.